# Leichtathletik-Weltmeisterschaften 2011/Teilnehmer (St. Kitts und Nevis)
| Gelbes Symbol für Goldmedaillen mit stilisierten Olympischen Ringen | Graues Symbol für Silbermedaillen mit stilisierten Olympischen Ringen | Braundes Symbol für Bronzemedaillen mit stilisierten Olympischen Ringen |
| ------------------------------------------------------------------- | --------------------------------------------------------------------- | ----------------------------------------------------------------------- |
| —                                                                   | —                                                                     | 2                                                                       |

Der Leichtathletik-Verband von St. Kitts und Nevis stellte bei den Leichtathletik-Weltmeisterschaften 2011 im koreanischen Daegu vier Teilnehmer.

## Ergebnisse

### Männer

#### Laufdisziplinen
| Athlet                                                  | Disziplin | Vorlauf    | Vorlauf | Halbfinale    | Halbfinale    | Finale        | Finale        |
| Athlet                                                  | Disziplin | Zeit       | Platz   | Zeit          | Platz         | Zeit          | Platz         |
| ------------------------------------------------------- | --------- | ---------- | ------- | ------------- | ------------- | ------------- | ------------- |
| Kim Collins                                             | 100 m     | 10,13 s    | 3       | 10,08 s       | 4             | 10,09 s       | Bronze        |
| Kim Collins                                             | 200 m     | 20,52 s SB | 7       | 20,64 s       | 11            | ausgeschieden | ausgeschieden |
| Brijesh Lawrence                                        | 200 m     | 21,16 s    | 43      | ausgeschieden | ausgeschieden | ausgeschieden | ausgeschieden |
| Jason Rogers Kim Collins Antoine Adams Brijesh Lawrence | 4 × 100 m | 38,47 s NR | 8       |               |               | 38,49 s       | Bronze        |